# 奈馬 (艾因代海卜區)
35°05′27″N 1°28′39″E / 35.09083°N 1.47750°E
奈馬（阿拉伯语：‎），是阿爾及利亞的城鎮，位於該國北部提亞雷特省，由艾因代海卜區負責管轄，面積1,607平方公里，海拔高度1,268米，2008年人口7,569，人口密度每平方公里5人。